# 拉瓦縣
拉瓦縣（波蘭語：powiat rawski）是波蘭的縣份，位於該國中部，由羅茲省負責管轄，首府設於馬佐夫舍地區拉瓦，面積647平方公里，2006年人口49,443，人口密度每平方公里76人。